# 斑鰭海豬魚
斑鰭海豬魚為輻鰭魚綱鱸形目隆頭魚亞目隆頭魚科的其中一種，分布於西大西洋區，從美國北卡羅萊納州至巴西海域，棲息深度2-24公尺，體長可達18公分，棲息在水淺的礁石海域，生活習性不明，可作為觀賞魚。